# Macrotomoderus nitens
Macrotomoderus nitens es una especie de coleóptero de la familia Anthicidae.

## Distribución geográfica
Habita en Malasia.